# Gmina Grindsted
Gmina Grindsted (duń. Grindsted Kommune) była w latach 1970–2006 (włącznie) jedną z gmin w Danii w okręgu Ribe Amt. 
Siedzibą władz gminy było miasto Grindsted. 
Gmina Grindsted została utworzona 1 kwietnia 1970 na mocy reformy podziału administracyjnego Danii. Po kolejnej reformie administracyjnej w roku 2007 weszła w skład nowej gminy Billund.

## Dane liczbowe
- Liczba ludności: (♀ 8699 + ♂ 8680) = 17 379
  - wiek 0-6: 8,7%
  - wiek 7-16: 14,0%
  - wiek 17-66: 62,3%
  - wiek 67+: 15,0%
- zagęszczenie ludności: 45,6 osób/km²
- bezrobocie: 4,0% osób w wieku 17-66 lat
- cudzoziemcy z UE, Skandynawii i USA: 113 na 10 000 osób
- cudzoziemcy z krajów Trzeciego Świata: 201 na 10 000 osób
- liczba szkół podstawowych: 7 (liczba klas: 120)